# Боркут (Румунія)
Боркут (рум. Borcut) — село у повіті Марамуреш в Румунії. Адміністративно підпорядковане місту Тиргу-Лепуш.
Село розташоване на відстані 380 км на північний захід від Бухареста, 28 км на південний схід від Бая-Маре, 80 км на північ від Клуж-Напоки.

## Населення
За даними перепису населення 2002 року у селі проживали 506 осіб. Усі жителі села рідною мовою назвали румунську.
Національний склад населення села:
| Національність | Кількість осіб | Відсоток |
| -------------- | -------------- | -------- |
| румуни         | 499            | 98,6%    |
| цигани         | 7              | 1,4%     |